# Badragi
Badragi – wieś w Rumunii, w okręgu Suczawa, w gminie Zamostea. W 2011 roku liczyła 177 mieszkańców. 